# Сайко, Мако
Мако Сайко (словен. Mako Sajko, 19 января 1927, Тржич — 1 января 2023) — словенский документалист, сценарист и кинорежиссёр.

## Жизнь и карьера
Родился в Тржиче. Сайко изучал режиссуру у Славко Воркапича в Высшей киношколе в Белграде, которую окончил в 1959 году и стал первым словенским кинорежиссёром с формальной степенью режиссёра.
Социально ангажированный кинорежиссёр, проявлявший особый интерес к запретным темам, таким как промышленное загрязнение или проституция, он наиболее известен благодаря документальному фильму «Samomorilci, pozor!» («Самоубийцы, берегитесь!», 1967), который, несмотря на получение нескольких наград и признание критиков, привёл югославские власти в ярость из-за нежелательного внимания к многочисленным самоубийствам среди молодёжи; разногласия привели к созданию первых программ по предотвращению самоубийств среди молодёжи, а также к запрету фильма и к тому, что у Сайко сократились карьерные возможности, например, ему было отказано в дебюте в художественном кино, а также после запрета его последнего документального фильма (Narodna noša, «Национальный костюм», 1975) был вынужден преждевременно уйти из кино.
За свою карьеру Сайко получил множество наград и наград, в частности премию Фонда Прешерна в 1969 году, премию Баджуры за жизненные заслуги в 2009 году и премию Франце Штиглича за свою карьеру в 2021 году. Он умер 1 января 2023 года в возрасте 95 лет.